# Helina angustipennis
Helina angustipennis este o specie de muște din genul Helina, familia Muscidae. A fost descrisă pentru prima dată de Stein în anul 1911. Conform Catalogue of Life specia Helina angustipennis nu are subspecii cunoscute.